# Gonatozygon brebissonii
Gonatozygon brebissonii là một loài Song tinh tảo trong họ Mesotaeniaceae, thuộc chi Gonatozygon.